# Namerikawa, Toyama
Namerikawa (滑川市 Namerikawa-shi) là một thành phố thuộc tỉnh Toyama, Nhật Bản.